# 中村清右衛門
中村 清右衛門（なかむら せいえもん、生没年不詳）は、江戸時代前期の人物。赤穂藩の小納戸役（100石）。
元禄14年（1701年）3月14日、田村邸で切腹した浅野長矩の遺体を田中貞四郎らと共に引き取る。この時、片岡高房が二度斬りされた首と胴体を確認した。中村ら6名は長矩の遺骸を泉岳寺に埋葬した。同年11月3日、大石良雄らと共に前川忠太夫宅に入る。
年老いた母を置いて盟約に加わったが、（老母の世話を頼んでいる人物と思われる）太郎左衛門が自殺を考えていると聞き、半ば脅迫のような形で討ち入りを断念させられた。元禄15年（1702年）12月4日に脱盟を申し出て逐電。
大石宛の口上書が残っている。

## 後史
赤穂にあった中村清右衛門の屋敷は、永井家赤穂藩では使用されず、森家が建物を破壊した。
建造物の残骸は放置され、跡地はごみの投棄場所となり近代には完全に埋め立てられていた。
近年の発掘調査で遺構（井戸の跡など）が出土している。

## 創作
講談などでは、赤穂事件後の元禄16年（1703年）清右衛門が三十歳のとき、熊本藩で礒貝正久の介錯をした小姓組・吉富五左衛門にさんざん細川家の悪口を言い、口論になり吉富に斬りつけ重傷を負わせる。中村は神田明神下で剣術道場を開き、孝行息子という事で「娘を嫁に貰ってほしい」などと評判になる。
井上ひさしの『不忠臣蔵』では、道場主の中村は巷をうろつく「お犬様」に腹を立て、斬り殺す話になっている。